# Gänsedisteln
Die Gänsedisteln (Sonchus) bilden eine Pflanzengattung in der Unterfamilie der Cichorioideae innerhalb der Familie der Korbblütler (Asteraceae). Weitere Trivialnamen sind Milchdisteln oder Saudisteln.

## Beschreibung

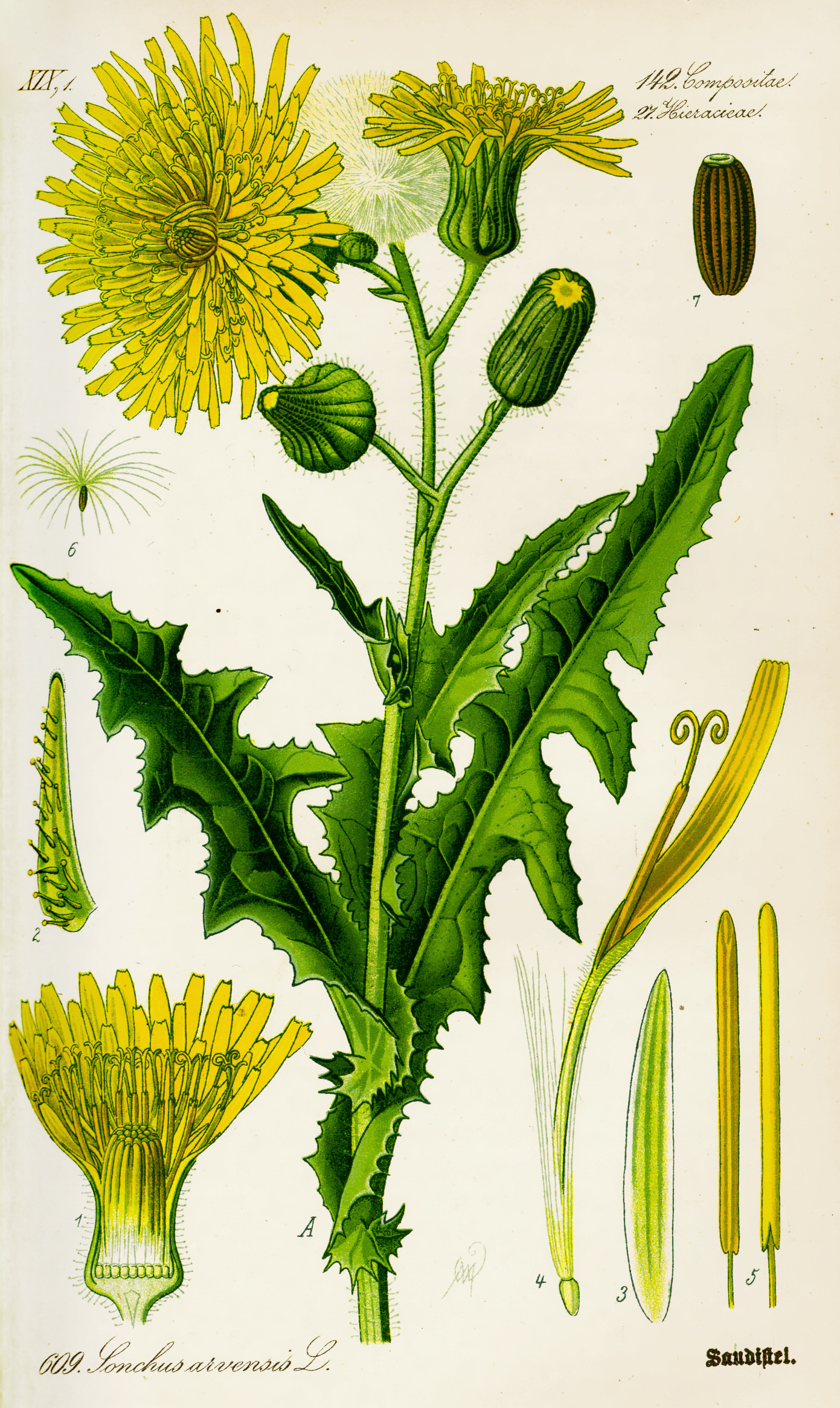
Illustration der Acker-Gänsedistel (Sonchus arvensis)

### Vegetative Merkmale
Gänsedistel-Arten sind ein-, zweijährige oder ausdauernde krautige Pflanzen, selten verholzen sie an ihrer Basis. Die Stängel stehen meist einzeln, sind verzweigt und hohl. Alle Pflanzenteile enthalten Milchsaft.
Die Laubblätter sind grundständig und wechselständig verteilt am Stängel angeordnet. Die Blattspreiten sind am Rand borstig-stachlig gezähnt bis fiederteilig. Die Stängelblätter sind stängelumfassend.

### Generative Merkmale
In einem Gesamtblütenstand befinden sich wenige bis zahlreiche körbchenförmige Teilblütenstände. Die Hülle ist am Grund bauchig erweitert. Die Hüllblätter stehen in drei Reihen in dachziegelartiger Anordnung. Am Körbchenboden gibt es keine Spreublätter. Die Blütenkörbe enthalten nur Zungenblüten. Die Zungenblüten sind gelb.
Die Achänen sind zusammengedrückt, dabei an beiden Enden verschmälert, jedoch ohne Schnabel. Der Pappus besitzt einfache, raue Borsten in mehreren Reihen.

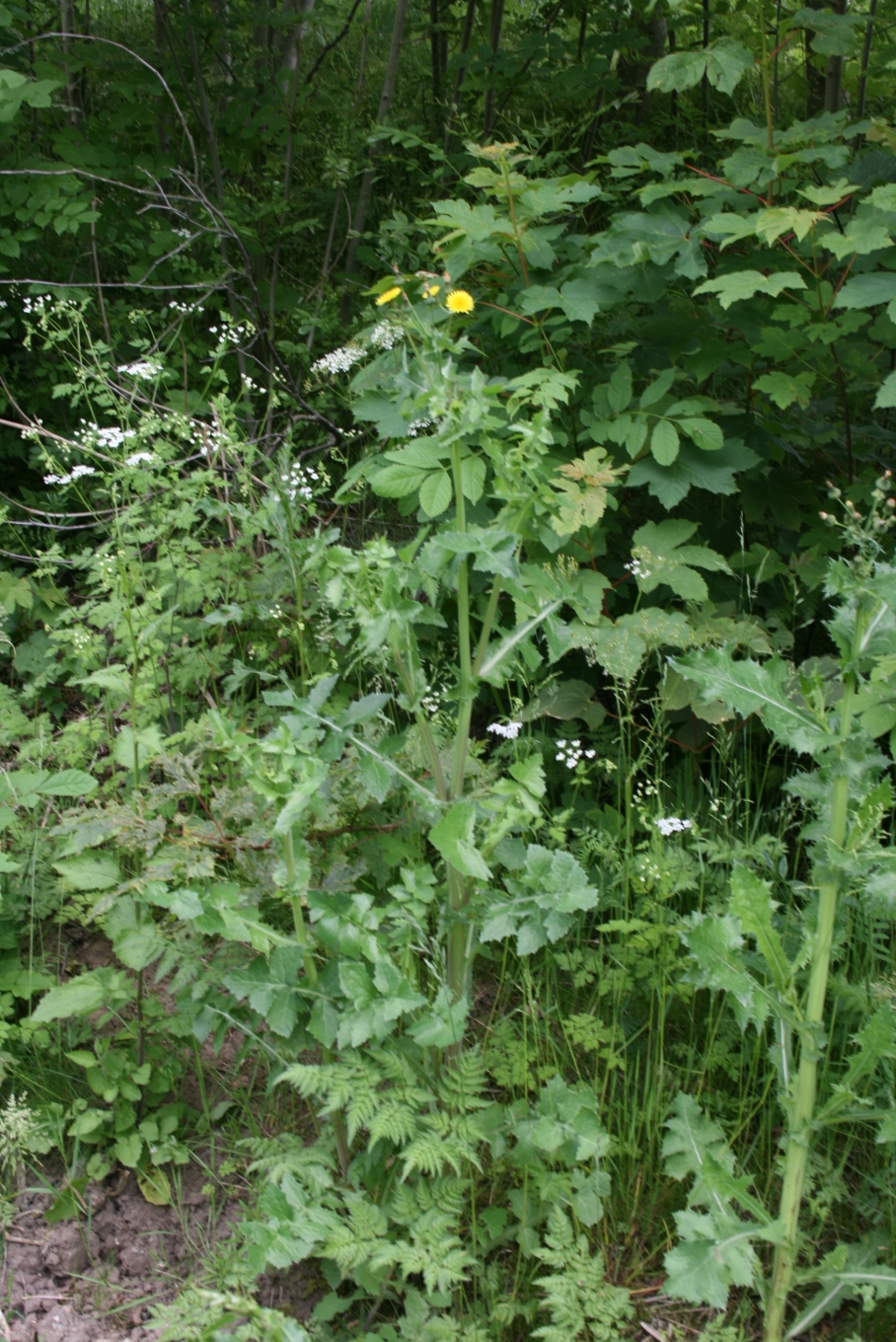
Habitus, Laubblätter und Blütenstand der Gemüse-Gänsedistel (Sonchus oleraceus)

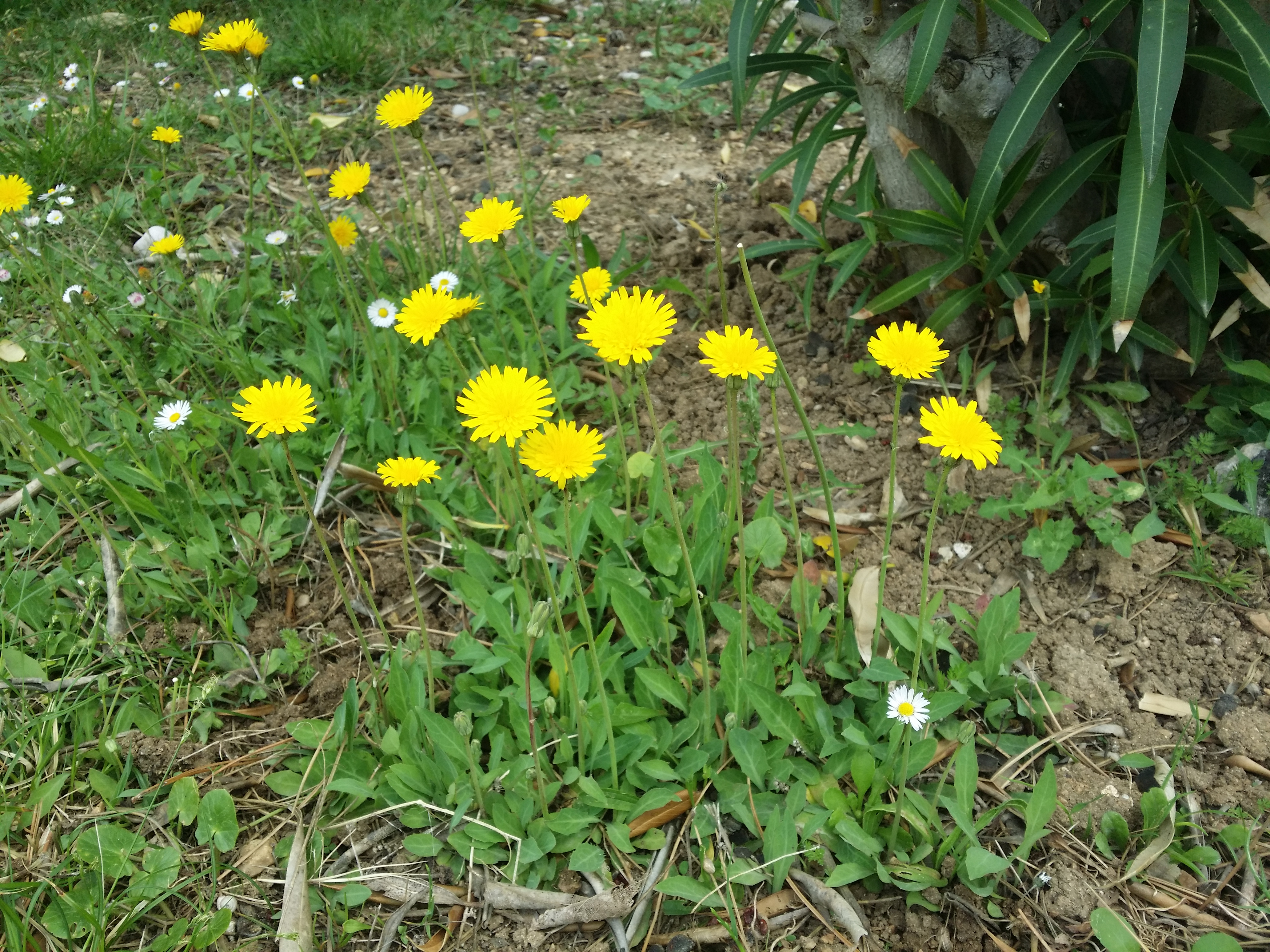
Knollen-Gänsedistel (Sonchus bulbosus)

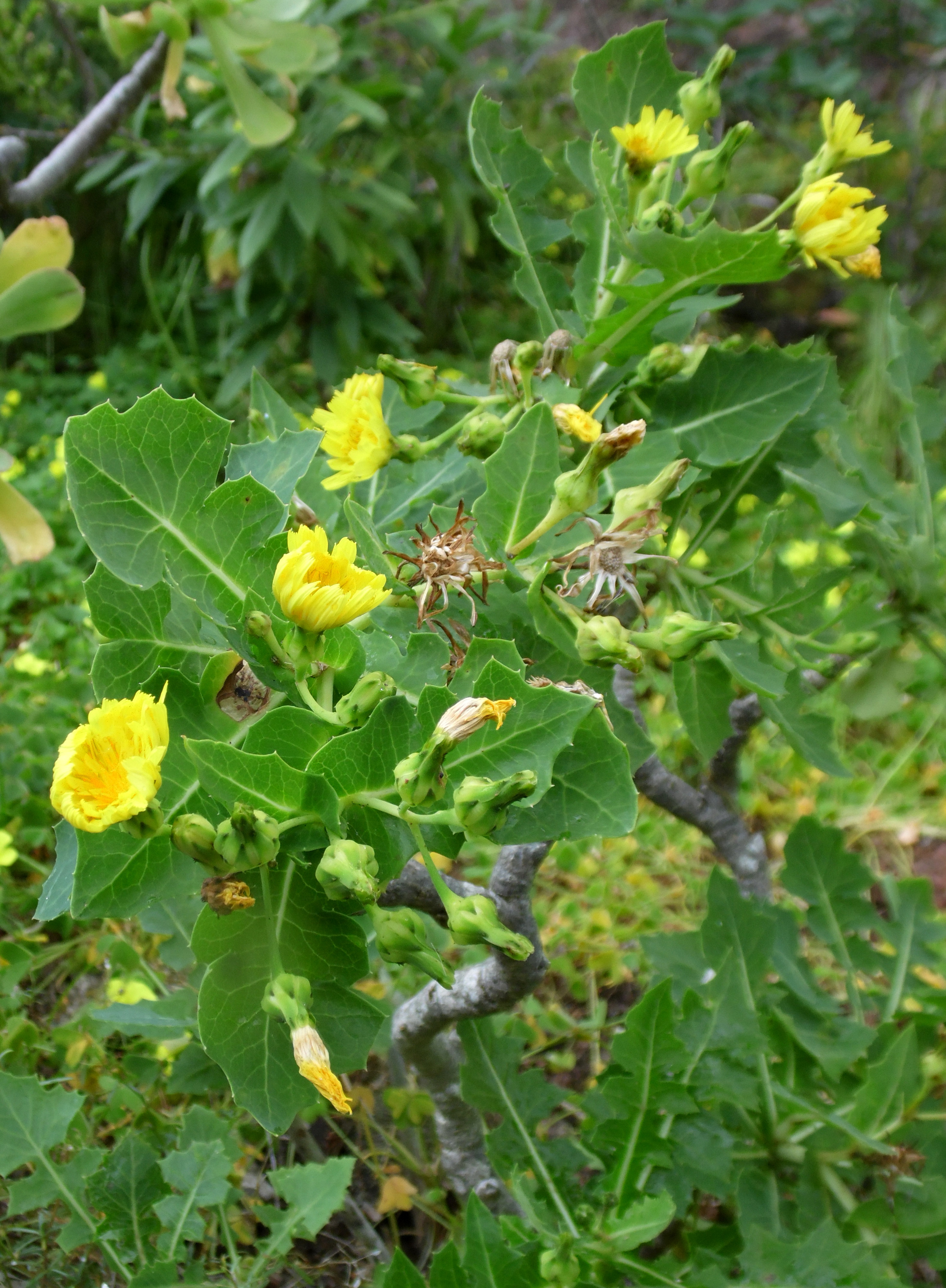
Habitus, Laubblätter und Blütenkörbe der verholzenden Sonchus brachylobus

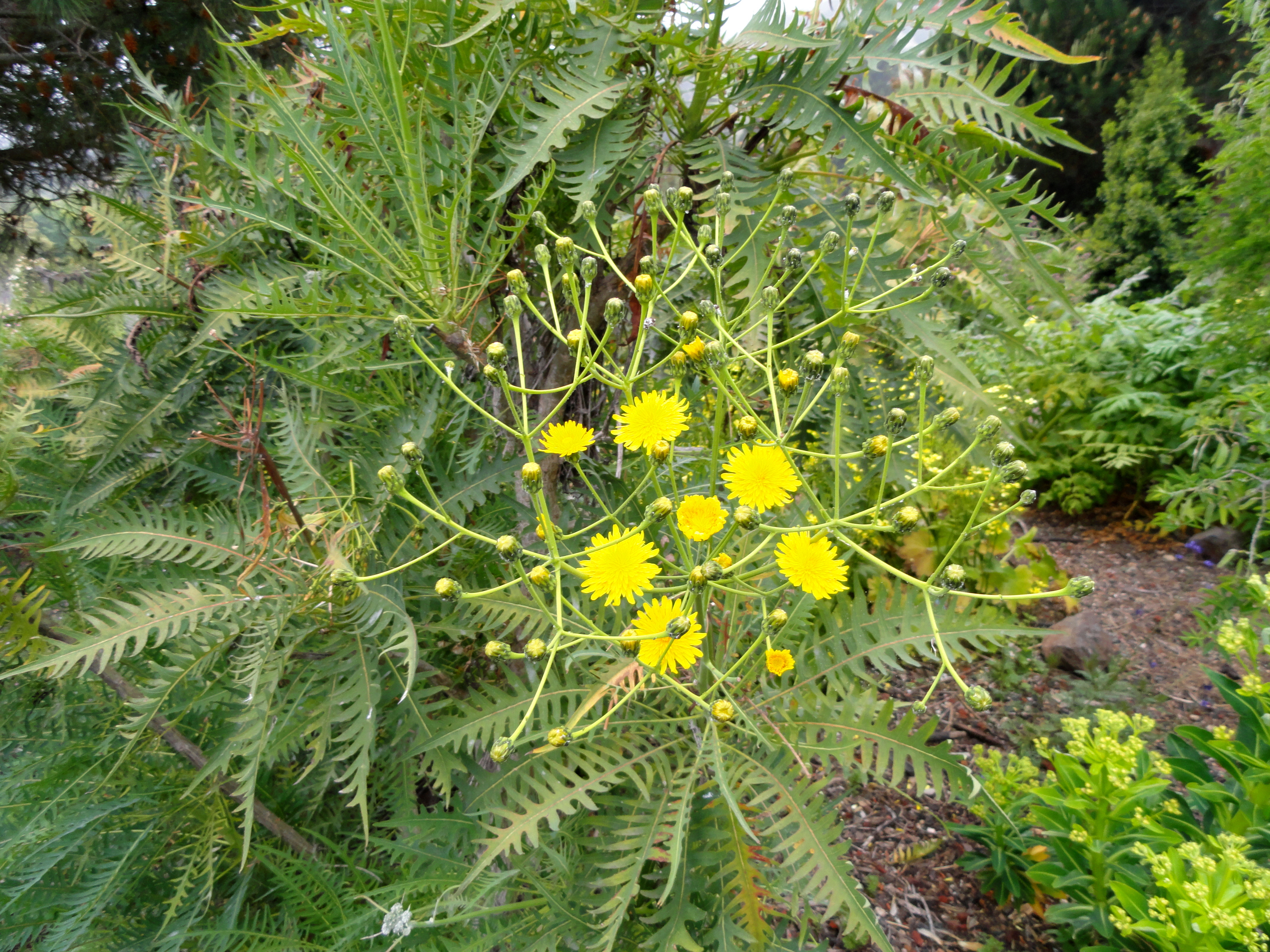
Habitus, Laubblätter und Blütenstand von Sonchus canariensis

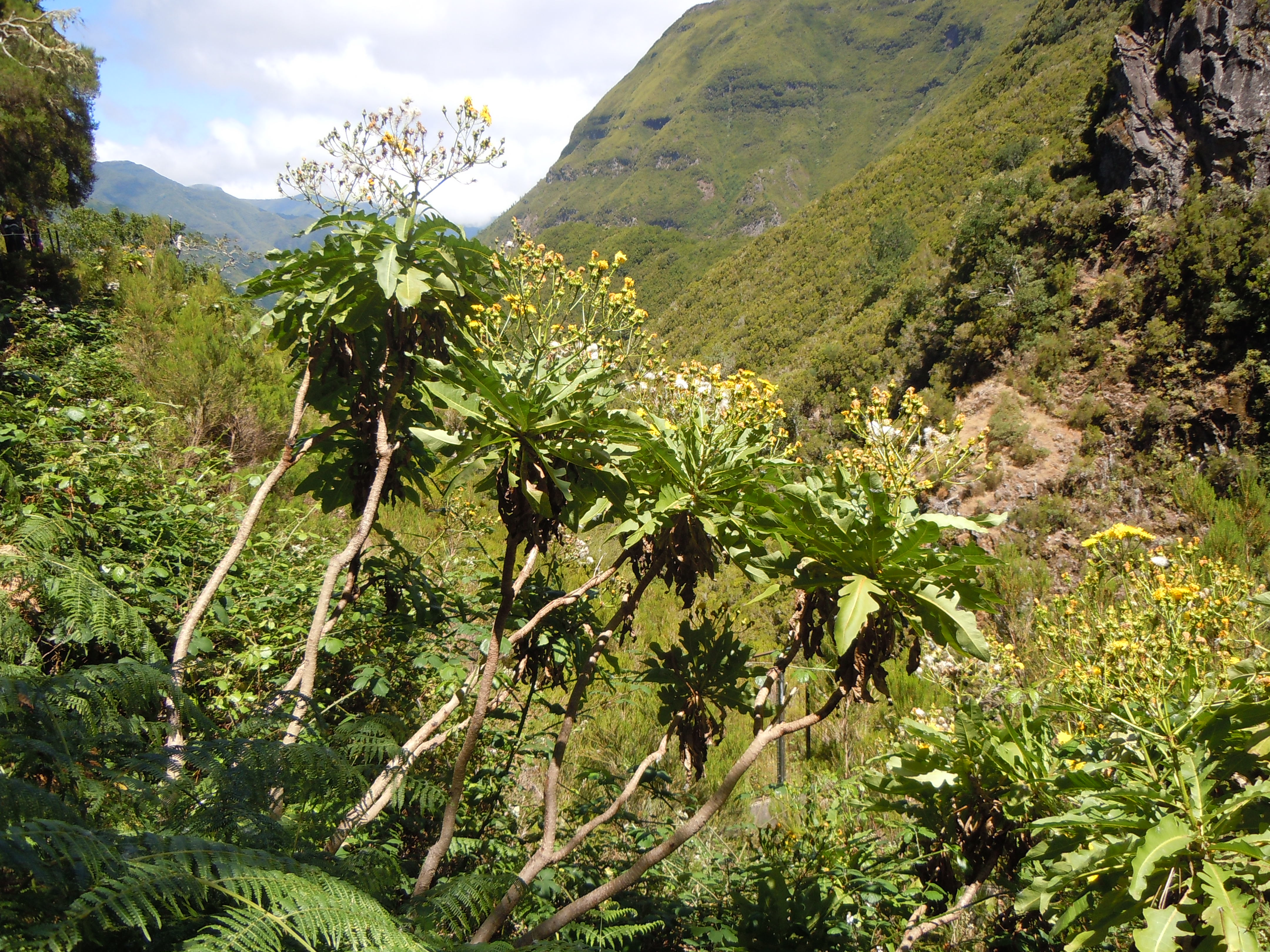
Sonchus fruticosus

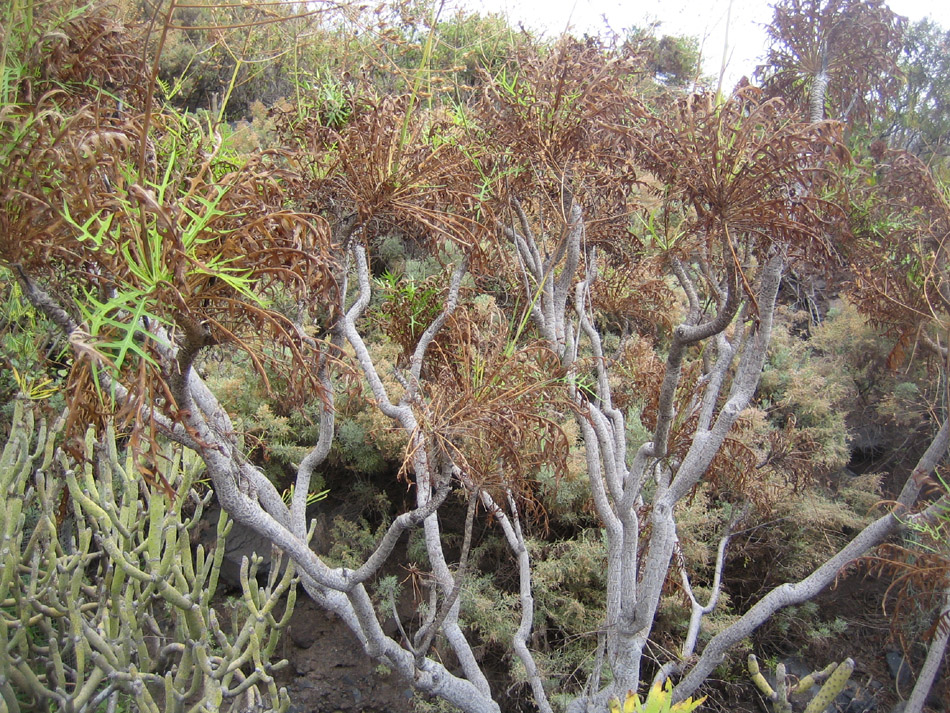
Habitus und Laubblätter der verholzenden Sonchus gandogeri

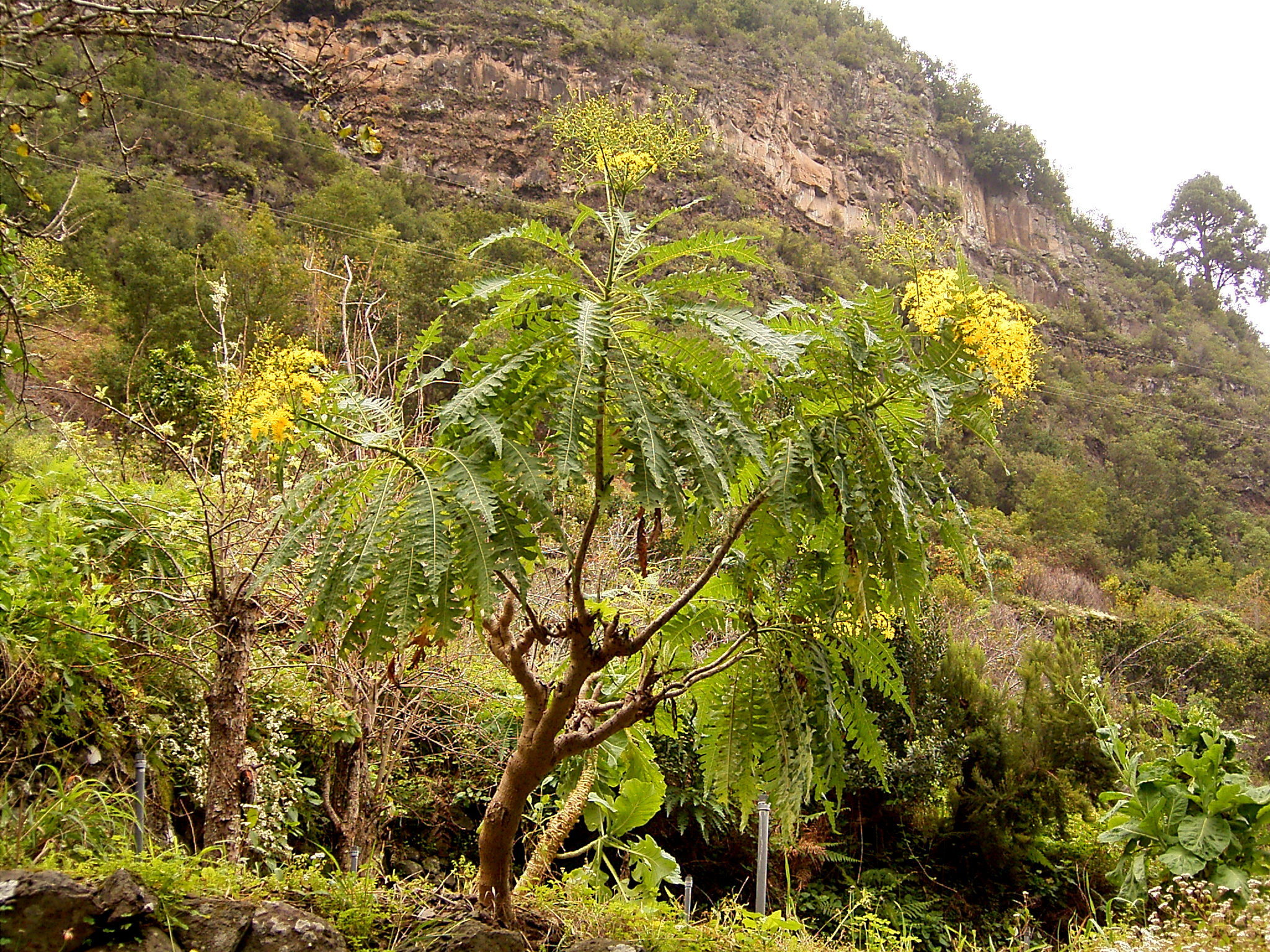
Habitus, Laubblätter und Blütenstand der verholzenden Sonchus palmensis

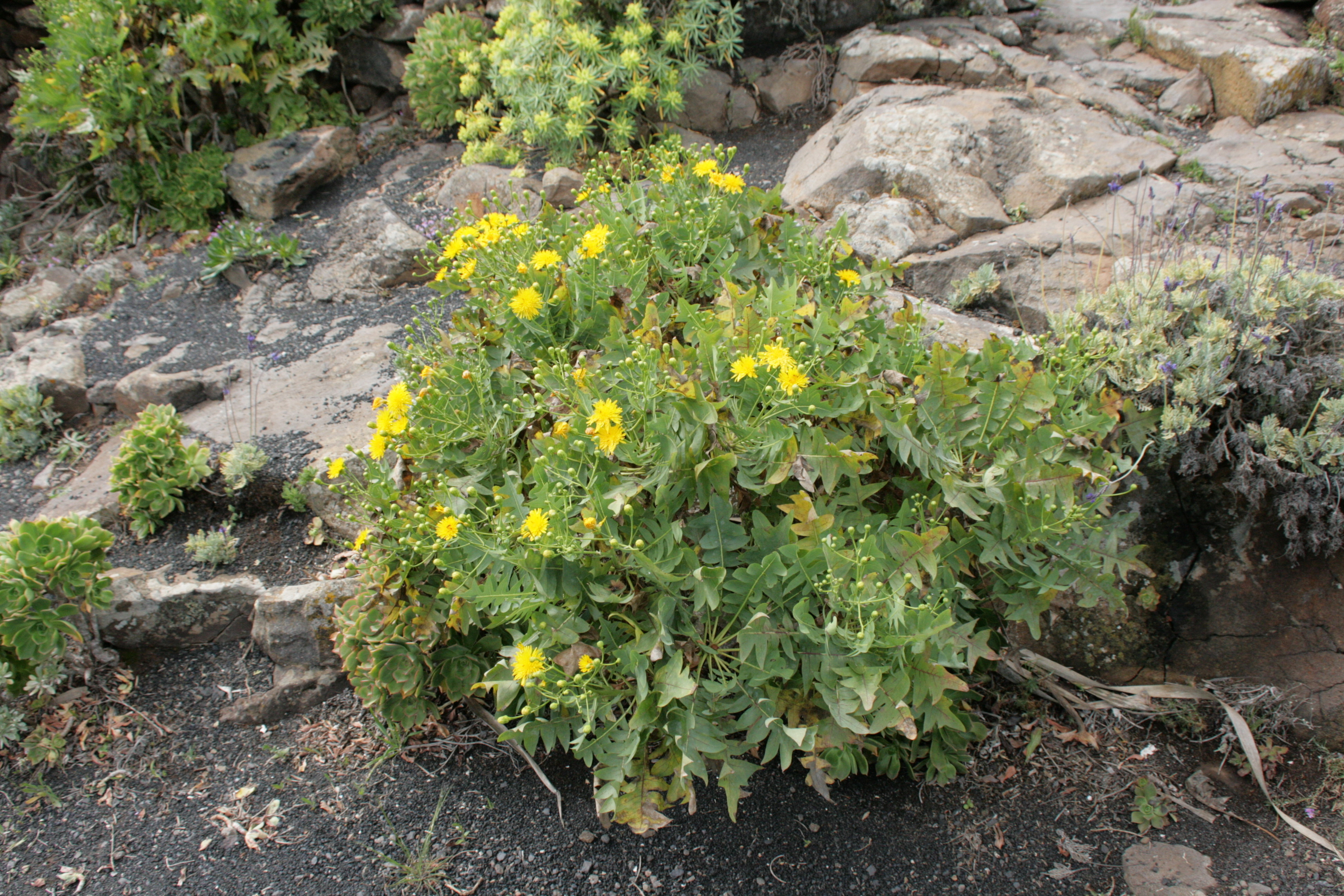
Habitus, Laubblätter und Blütenstand von Sonchus pinnatifidus

Habitus, Laubblätter und Blütenstand von Sonchus ustulatus subsp. maderensis

## Systematik
Die Gattung Sonchus wurde 1753 durch Carl von Linné in Species Plantarum, Band 2, Seite 793 aufgestellt. Als Lectotypusart wurde Sonchus oleraceus L. 1913 durch Nathaniel Lord Britton und Addison Brown festgelegt.
Die Gattung Sonchus gehört zur Subtribus Hyoseridinae aus der Tribus Cichorieae in der Unterfamilie Cichorioideae innerhalb der Familie Korbblütler (Asteraceae) Asteraceae.

### Arten und Verbreitung
Die Gattung Sonchus ist in Eurasien und im tropischen Afrika heimisch, allerdings weltweit unter gemäßigtem Klima zu finden.
In Nord- und Mitteleuropa sind folgende weit verbreitete Arten heimisch:
- Acker-Gänsedistel (Sonchus arvensis L.)
- Raue Gänsedistel (Sonchus asper (L.) Hill)
- Gemüse-Gänsedistel (Sonchus oleraceus L.)
- Sumpf-Gänsedistel (Sonchus palustris L.)

In Südeuropa, Nordafrika und Vorderasien kommen darüber hinaus noch folgende Arten vor:
- Sonchus briquetianus Gand.: Sie kommt nur in Marokko vor.[5]
- Knollen-Gänsedistel (Sonchus bulbosus (L.) N.Kilian & Greuter, Syn.: Leontodon bulbosus L., Crepis bulbosa (L.) Tausch, Aetheorhiza bulbosa (L.) Cass.): Es gibt drei Unterarten:[5]
  - Sonchus bulbosus subsp. bulbosus: Sie ist im Mittelmeerraum weit verbreitet.
  - Sonchus bulbosus subsp. microcephalus (Rech. f.) N.Kilian & Greuter: Sie kommt in Griechenland, der Türkei, Syrien und im Libanon vor.
  - Sonchus bulbosus subsp. willkommii (Burnat & Barbey) N.Kilian & Greuter: Sie kommt nur auf den Balearen vor.
- Sonchus crassifolius Pourr. ex Willd.: Sie kommt nur in Spanien vor.[5]
- Sonchus erzincanicus V.A.Matthews: Dieser Endemit kommt nur in Anatolien vor.[5]
- Sonchus macrocarpus Boulos & C.Jeffrey: Sie kommt nur in Ägypten vor.[5]
- Sonchus maritimus L.: Die zwei Unterarten sind im westlichen und südlichen Mittelmeerraum weit verbreitet:[5]
  - Sonchus maritimus subsp. aquatilis (Pourr.) Nyman
  - Sonchus maritimus L. subsp. maritimus
- Sonchus mauritanicus Boiss. & Reut.: Sie kommt in Marokko, Algerien und Tunesien vor.[5]
- Sonchus microcephalus Mejías: Sie kommt nur in Spanien und in Israel vor.[5]
- Sonchus pustulatus Willk.: Sie kommt in Südspanien und im nordwestlichen Afrika vor.[5]
- Sonchus sosnowskyi Schchian: Dieser Endemit kommt nur in Armenien vor.[5]
- Sonchus suberosus Zohary & P.H.Davis: Sie kommt nur in Israel und Jordanien vor.[5]
- Sonchus tenerrimus L.: Sie ist im Mittelmeerraum und auf den atlantischen Inseln weit verbreitet.

Besonders auf den Kanarischen Inseln, aber auch auf Madeira gibt es viele endemische Sonchus-Arten, die meist sogar Sträucher sind. Dazu gehören folgende Arten, die jeweils nur auf den genannten Inseln vorkommen:
- Stängellose Gänsedistel (Sonchus acaulis Dum.-Cours.): Sie kommt nur auf Teneriffa und auf Gran Canaria vor.[5]
- Sonchus arboreus DC.: Sie kommt nur auf La Palma und auf Teneriffa vor.[5]
- Sonchus bornmuelleri Pit.: Dieser Endemit kommt nur auf La Palma vor.[5]
- Sonchus bourgeaui Sch.Bip.: Sie kommt auf Gran Canaria, Fuerteventura, Lanzarote und in Marokko vor.[5]
- Sonchus brachylobus Sch.Bip.: Dieser Endemit kommt nur auf Gran Canaria vor.[5]
- Sonchus bupleuroides (Font Quer) N.Kilian & Greuter: Dieser Endemit kommt nur auf Gran Canaria vor.[5]
- Kanaren-Gänsedistel (Sonchus canariensis (Sch.Bip.) Boulos). Es gibt zwei Unterarten:
  - Sonchus canariensis (Sch. Bip.) Boulos subsp. canariensis: Sie kommt nur auf Teneriffa und auf Gran Canaria vor.[5]
  - Sonchus canariensis subsp. orotavensis Boulos: Dieser Endemit kommt nur auf Teneriffa vor.[5]
- Sonchus capillaris Svent.: Sie kommt auf Teneriffa, La Gomera und auf Gran Canaria vor.[5]
- Baum-Gänsedistel (Sonchus congestus Willd.): Sie kommt nur auf Teneriffa und auf Gran Canaria vor.[5]
- Sonchus esperanzae N.Kilian & Greuter: Dieser Endemit kommt nur auf La Palma vor.[5]
- Sonchus fauces-orci Knoche: Dieser Endemit kommt nur auf Teneriffa vor.[5]
- Strauchartige Gänsedistel (Sonchus fruticosus L.f.): Sie kommt auf Madeira und vielleicht auch auf Porto Santo vor.[5]
- Sonchus gandogeri Pit.: Dieser Endemit kommt nur auf El Hierro vor.[5]
- Sonchus gomerensis Boulos: Dieser Endemit kommt nur auf La Gomera vor.[5]
- Sonchus gummifer Link: Dieser Endemit kommt nur auf Teneriffa vor.[5]
- Sonchus heterophyllus (Boulos) U.Reifenb. & A.Reifenb.: Dieser Endemit kommt nur auf La Gomera vor.[5]
- Hierro-Gänsedistel (Sonchus hierrensis (Pit.) Boulos): Sie kommt auf El Hierro, La Palma und La Gomera vor.[5]
- Dünnköpfige Gänsedistel (Sonchus leptocephalus Cass.): Sie kommt auf Teneriffa, La Gomera, Gran Canaria und Fuerteventura vor.[5]
- Sonchus lidii Boulos: Dieser Endemit kommt nur auf El Hierro vor.[5]
- Sonchus microcarpus (Boulos) U.Reifenb. & A.Reifenb.: Dieser Endemit kommt nur auf Teneriffa vor.[5]
- Sonchus ortunoi Svent.: Dieser Endemit kommt nur auf La Gomera vor.[5]
- La-Palma-Gänsedistel (Sonchus palmensis (Sch.Bip.) Boulos): Dieser Endemit kommt nur auf La Palma vor.[5]
- Sonchus pendulus (Webb) Sennikov: Es gibt zwei Unterarten auf Gran Canaria:[5]
  - Sonchus pendulus subsp. flaccidus (Svent.) N.Kilian & Greuter
  - Sonchus pendulus (Webb) Sennikov subsp. pendulus
- Fiederspaltige Gänsedistel (Sonchus pinnatifidus Cav.): Sie kommt auf Fuerteventura, auf Lanzarote und in Marokko vor.[5]
- Sonchus pinnatus Aiton: Dieser Endemit kommt nur auf Madeira vor.[5]
- Sonchus pitardii Boulos: Dieser Endemit kommt nur auf El Hierro vor.[5]
- Breitschuppige Gänsedistel (Sonchus platylepis Webb): Dieser Endemit kommt nur auf Gran Canaria vor.[5]
- Bewurzelte Gänsedistel (Sonchus radicatus Ait.): Dieser Endemit kommt nur auf Teneriffa vor.[5]
- Sonchus regis-jubae Pit.: Sie kommt auf La Palma, La Gomera, Teneriffa und auf Gran Canaria vor.[5]
- Sonchus sventenii U.Reifenb. & A.Reifenb.: Dieser Endemit kommt nur auf La Gomera vor.[5]
- Sonchus tectifolius Svent.: Dieser Endemit kommt nur auf Teneriffa vor.[5]
- Sonchus tuberifer Svent.: Dieser Endemit kommt nur auf Teneriffa vor.[5]
- Sonchus ustulatus Lowe: Es gibt zwei Unterarten:
  - Sonchus ustulatus subsp. maderensis Aldridge: Sie kommt auf Madeira, Porto Santo und den Ilhas Desertas vor.[5]
  - Sonchus ustulatus Lowe subsp. ustulatus: Dieser Endemit kommt nur auf Madeira vor.[5]
- Sonchus webbii Sch. Bip.: Sie kommt auf La Palma, La Gomera, Teneriffa und auf Gran Canaria vor.[5]
- Sonchus wildpretii U.Reifenb. & A.Reifenb.: Dieser Endemit kommt nur auf La Gomera vor.[5]